# Aleksij, metropolit af Moskva
Aleksij, metropolit af Moskva (russisk: Алекси́й, født før 1296, død 12. februar 1378) var Metropolit af Kijev og hele Rusland (fra 1354) og ledede regeringen i Moskva, mens Dmitrij Donskoj var mindreårig. Aleksij forfattede en række bønner og blev helgenkåret af Den russisk-ortodokse kirke i 1448. Han er fejret som en af Moskvas skytshelgener.

## Biografi
Aleksij, der blev navngivet ved fødslen som Eleutherius, var søn af Feodor (Феодор) Biakont og Marie. Faderen var en bojar fra Tjernigov, der slog sig ned i Moskva og grundlagde den kendte bojarfamilie Plesjtjeev. Han aflagde klosterløfte ved Epifanieklosteret i Moskva omkring 1313, på hvilket tidspunkt han fik det religiøse navn Aleksij. Omkring 1333 sluttede han sig til metropolitten Theognostus' husstand. I 1340 blev Aleksij udpeget som metropolitens stedfortræder i Vladimir og 12 år senere blev han indviet som biskop af Vladimir.
Da Simeon af Moskva døde havde han ved sit testamente gjort Aleksij til rådgiver for sine brødre - Ivan og Andrej. Efter at have besøgt Konstantinopel blev Aleksij i 1354 valgt til Metropolit af Moskva og hele Rusland. Da Dmitrij Donskoj og Vladimir den Modige var unge, var Aleksij deres åndelige vejleder og fungerede som regent. Han tog parti for Dmitrij Donskoj i hans kamp mod Tver og Nisjnij Novgorod, hvortil han engang sendte Sankt Sergius af Radonesj for at suspendere gudstjenesterne i kirker og klostre, indtil den politiske strid var afgjort.

I 1357 blev Alexius tilkaldt af Jani Beg, Khan fra Den Gyldne Horde, for at helbrede dennes mor Taidula Khatun for blindhed. Myten fortæller, at det lykkedes Aleksij at give Taidula synet igen, og at han derved forhindrede at tatarerne plyndrede Moskva.
I 1360'erne grundlagde Alexius Andronikov-, Tjudov- og Aleksejevskij-klostrene. Kort før sin død forsøgte Aleksij uden held at overtale Sergius af Radonesj til at at blive sin efterfølger. Aleksij skrev en række prædikener og epistler. Han blev kanoniseret af den russisk-ortodokse kirke i 1448 og er æret som en af Moskvas skytshelgener.

## Fastedage
Den 12. februar (dagen for hans hvile), den 20. maj (dagen for afsløringen af hans relikvier) og den 5. oktober er fastedage til ære for Aleksij.
Han blev oprindelig begravet i Tjudovklostret i Kreml. I forbindelse med en ombygning af klosteret blev han legeme fundet igen den 20. maj 1431. I 1485 blev hans relikvier flyttet til Epiphaniekatedralen i Moskva.